# Anthurium cotejense
Anthurium cotejense är en kallaväxtart som beskrevs av Thomas Bernard Croat. Anthurium cotejense ingår i släktet Anthurium och familjen kallaväxter. Inga underarter finns listade.